# Frank Thomas

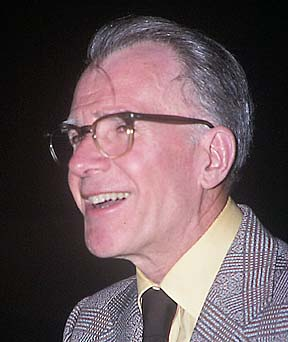
Frank Thomas (1974)

Frank Thomas (eigentlich Franklin Thomas; * 5. September 1912 in Santa Monica, Kalifornien; † 8. September 2004 in La Cañada Flintridge, Kalifornien) war ein US-amerikanischer Trickfilmzeichner. Thomas zählte zusammen mit Ollie Johnston, mit dem er über Jahrzehnte eng zusammengearbeitet hatte, zu den beiden letzten überlebenden Mitgliedern von Disney’s Nine Old Men, einer Gruppe von Zeichnern, die seit Mitte der 1930er-Jahre den künstlerischen Stil der Disney-Cartoons und -Langfilme geprägt hatten.

## Biografie
Frank Thomas wurde im kalifornischen Santa Monica geboren, wuchs aber in Fresno auf. Am Fresno State College, das von seinem Vater geleitet wurde, entdeckte Thomas seine Liebe zum Film, als er für ein Schulprojekt einen Kurzfilm produzierte. Frank Thomas begann zunächst ein Kunststudium an der Stanford University. Dort traf er Ollie Johnston, mit dem er zusammen an der Campuszeitung als Cartoonist arbeitete. Thomas und Johnston wurden enge Freunde und schlossen gemeinsam ihr Studium am Chouinard Art Institute in Los Angeles ab.
In Los Angeles traf Thomas einen anderen Absolventen von Stanford, James Algar, der inzwischen bei Disney als Trickfilmzeichner arbeitete. Algar vermittelte Thomas eine Anstellung als Inbetweener bei den Walt Disney Studios, welche er am 24. September 1934 antrat. Zu Thomas’ erster Arbeit zählte der Micky-Maus-Cartoon Mickys Elefant. Nach einem halben Jahr wurde Frank Thomas Zeichner unter Fred Moore, außerdem gelang es ihm, Ollie Johnston zu überzeugen, ebenfalls bei Disney zu arbeiten.
Unter Moore war Thomas einer von acht Animatoren, die in Disneys ersten Langfilm Schneewittchen und die sieben Zwerge die Szenen der Zwerge zeichneten. In Disneys zweitem Langfilm Pinocchio animierte Thomas die Musicalnummer I've Got No Strings. Danach arbeitete zusammen mit Milt Kahl an der Gestaltung der Hauptcharaktere von Disneys fünftem Spielfilm Bambi. 1941 begleitete Thomas Walt Disney bei einer Werbereise durch Südamerika. Die Eindrücke dieser Reise wurden später in den Episodenfilmen Saludos Amigos und Drei Caballeros verarbeitet. Kurz bevor Thomas im Zweiten Weltkrieg zur United States Air Force eingezogen wurde, arbeitete er an dem Propagandafilm Education for Death.
Nach dem Krieg kehrte Frank Thomas als Chefzeichner zu Disney zurück. Bei dem 1949 veröffentlichten Langfilm Die Abenteuer von Ichabod und Taddäus Kröte waren Thomas und Ollie Johnston erstmals gemeinsam als Directing Animators tätig. Bis zu ihrer Pensionierung im Jahr 1978 waren beide an allen Spielfilmen des Disney-Zeichentrickstudios beteiligt. Das Team wurde unter den Disney-Mitarbeitern als „Frank and Ollie“ bekannt und wurde von Walt Disney scherzhaft zu den Nine Old Men des Studios gezählt. Frank Thomas entwarf mit der bösen Stiefmutter in Cinderella, der Herzkönigin in Alice im Wunderland und Captain Hook in Peter Pan einige der bekanntesten Bösewichter der Disney-Filme, er war aber auch für die anrührende Restaurantszene in Susi und Strolch verantwortlich. Zusammen mit Ollie Johnston animierte er unter anderem die drei guten Feen in Dornröschen, Pongo und Perdy in 101 Dalmatiner, die tanzenden Pinguine in der Zeichentricksequenz von Mary Poppins sowie einige der Hauptcharaktere in Das Dschungelbuch und Bernard und Bianca – Die Mäusepolizei. Frank und Ollies letzter Film war Cap und Capper, als eine neue Generation von Zeichnern und Studioleitern endgültig die Kontrolle über den Disney-Konzern übernommen hatte.
Auch nach dem Ende ihrer beruflichen Karriere bei Disney arbeiteten Ollie Johnston und Frank Thomas weiterhin an gemeinsamen Projekten. Zusammen schrieben sie das 1981 veröffentlichte Buch The Illusion of Life: Disney Animation, das heute als Standardwerk über die Techniken des klassischen Animationsfilms gilt. Es folgten weitere Buchveröffentlichungen, darunter Beiträge zu der Sketchbook Series über die Entstehung einzelner Disney-Filme.
1980 wurden Frank Thomas und Ollie Johnston bei der Verleihung der Annie Awards von der internationalen Vereinigung der Animationsfilmschaffenden Asifa mit dem Winsor McCay Award für ihr Lebenswerk ausgezeichnet. 1989 zeichnete die Walt Disney Company die Nine Old Men mit dem Ehrentitel Disney Legends aus. Neben diesen Auszeichnungen wurden Frank und Ollie auch von anderen Filmemachern geehrt, Animationsfilmer wie John Lasseter nannten sie als ihre Vorbilder und Mentoren. So wurde der Bösewicht des Micky-Maus-Cartoons Micky Monster Maus (Runaway Brain) von 1995 „Dr. Frankenollie“ genannt. Im selben Jahr veröffentlichte Franks Sohn Theodore Thomas die Dokumentation Frank and Ollie. Regisseur Brad Bird gab Johnston und Thomas Gastrollen in dem Zeichentrickfilm Der Gigant aus dem All von 1999 und ließ schließlich beide auch als sie selbst in dem Computeranimationsfilm Die Unglaublichen – The Incredibles auftreten. Frank Thomas starb allerdings zwei Monate vor der Veröffentlichung von The Incredibles.
Frank Thomas war seit 1946 mit Jeanette Armentrout verheiratet, neben Theodore hatten sie drei weitere Kinder. Frank Thomas war ein begeisterter Musiker, er war als Pianist über mehrere Jahrzehnte Mitglied der von Disney-Animator Ward Kimball geleiteten Jazzband The Firehouse Five Plus Two.

## Filmografie (Auswahl)

### Kurzfilme
- 1936: Mickys Elefant (Mickeys Elephant)
- 1938: Tapferes kleines Schneiderlein (Brave Little Tailor)
- 1939: Pluto der Jagdhund (The Pointer)
- 1939: The Practical Pig
- 1943: Education for Death
- 1974: Winnie Puuh und Tigger dazu (Winnie the Pooh and Tigger Too)

### Spielfilme
- 1937: Schneewittchen und die sieben Zwerge (Snow White and the Seven Dwarfs)
- 1940: Pinocchio
- 1942: Bambi
- 1945: Drei Caballeros (The Three Caballeros)
- 1949: Die Abenteuer von Ichabod und Taddäus Kröte (The Adventures of Ichabod and Mr. Toad)
- 1950: Cinderella
- 1951: Alice im Wunderland (Alice in Wonderland)
- 1953: Peter Pan
- 1955: Susi und Strolch (Lady and the Tramp)
- 1959: Dornröschen (Sleeping Beauty)
- 1961: 101 Dalmatiner (101 Dalmatians)
- 1964: Mary Poppins
- 1967: Das Dschungelbuch (The Jungle Book)
- 1970: Aristocats
- 1973: Robin Hood
- 1977: Bernard und Bianca – Die Mäusepolizei (The Rescuers)
- 1977: Die vielen Abenteuer von Winnie Puuh (The Many Adventures of Winnie the Pooh)
- 1981: Cap und Capper (The Fox and the Hound)

## Werke (mit Ollie Johnston)
- The Illusion of Life: Disney Animation, Abbeville Press, New York 1981, ISBN 0-89659-232-4 (Neuauflage: Disney Editions, New York 1995, ISBN 0-7868-6070-7).
- Too Funny for Words: Disney's Greatest Sight Gags, Abbeville Press, New York 1987, ISBN 0-89659-747-4.
- Walt Disney's Bambi: The Story and the Film, Stewart, Tabori & Chang, New York 1990, ISBN 1-55670-160-8.
- The Disney Villain, Disney Editions, New York 1993, ISBN 1-56282-792-8.